# Municipio de Hopewell (condado de Seneca)
El municipio de Hopewell (en inglés: Hopewell Township) es un municipio ubicado en el condado de Seneca en el estado estadounidense de Ohio. En el año 2010 tenía una población de 2774 habitantes y una densidad poblacional de 31,19 personas por km².

## Geografía
El municipio de Hopewell se encuentra ubicado en las coordenadas 41°7′31″N 83°15′4″O / 41.12528, -83.25111. Según la Oficina del Censo de los Estados Unidos, el municipio tiene una superficie total de 88.94 km², de la cual 88,55 km² corresponden a tierra firme y (0,44 %) 0,39 km² es agua.

## Demografía
Según el censo de 2010, había 2774 personas residiendo en el municipio de Hopewell. La densidad de población era de 31,19 hab./km². De los 2774 habitantes, el municipio de Hopewell estaba compuesto por el 97,84 % blancos, el 0,43 % eran afroamericanos, el 0,07 % eran amerindios, el 0,54 % eran asiáticos, el 0,22 % eran de otras razas y el 0,9 % eran de una mezcla de razas. Del total de la población el 1,55 % eran hispanos o latinos de cualquier raza.